# Tolerate It
"Tolerate It" (estilizada em letras minúsculas) é uma canção da cantora e compositora norte-americana Taylor Swift, gravada para seu nono álbum de estúdio Evermore (2020), lançado em 11 de dezembro de 2020 através da Republic Records. Composta pela artista em conjunto com Aaron Dessner, com produção assinada pelo mesmo, "Tolerate It" é uma balada de piano de andamento lento, com uma produção midtempo e um compasso estranho. Inspirada no romance Rebecca (1938), da escritora britânica Daphne du Maurier, a faixa aborda um relacionamento amoroso turbulento onde a narradora descreve a sensação de ser apenas tolerada, em vez de verdadeiramente amada e celebrada por seu parceiro.
"Tolerate It" recebeu críticas positivas da mídia especializada, que consideraram uma composição vulnerável de Swift e uma produção envolvente e a selecionaram como um dos destaques do álbum. Comercialmente, a canção alcançou a posição 28 na Billboard Global 200 e entrou nas paradas da Austrália, Canadá, Portugal, Estados Unidos e Reino Unido. Swift incluiu "Tolerate It" no repertório regular de sua sexta turnê The Eras Tour (2023–2024).

## Antecedentes e produção
A cantora e compositora estadunidense Taylor Swift concebeu seu oitavo álbum de estúdio, Folklore (2020), como frutos de visuais mitopoéticos em sua mente, como resultado de sua imaginação "correndo solta" enquanto se isolava durante a pandemia de COVID-19. Em 25 de novembro, Swift e os co-compositores e co-produtores do álbum, incluindo o colaborador estreante Aaron Dessner, se reuniram no Long Pond Studio em Hudson Valley, no interior do estado de Nova Iorque, para filmar o documentário Folklore: The Long Pond Studio Sessions, lançado no Disney+. Paralelamente, para saciar seu desejo de explorar mais as "florestas folclóricas" que ela visualizava em sua mente, Swift imediatamente desenvolveu outro álbum como uma contrapartida conclusiva do Folklore, intitulado Evermore (2020).
"Tolerate It" foi composta por Swift em conjunto com Dessner, com produção assinada pelo mesmo. A faixa foi gravada no Long Pond, em Hudson Valley, no estado de Nova Iorque, estúdio de gravação de Dessner. Dessner produziu a faixa antes de escrevê-la com Swift. Antes de enviar o instrumental para Swift, ele pensou que ela não gostaria do resultado final por causa dos elementos “estranhos” na produção, no entanto, depois que Dessner enviou o instrumental para Swift, ela o devolveu com a letra finalizada. Dessner lembrou em uma entrevista à revista Rolling Stone que chorou ao ouvir "Tolerate It" pela primeira vez e a descreveu como uma "música extremamente bela".

## Estrutura musical e conteúdo lírico

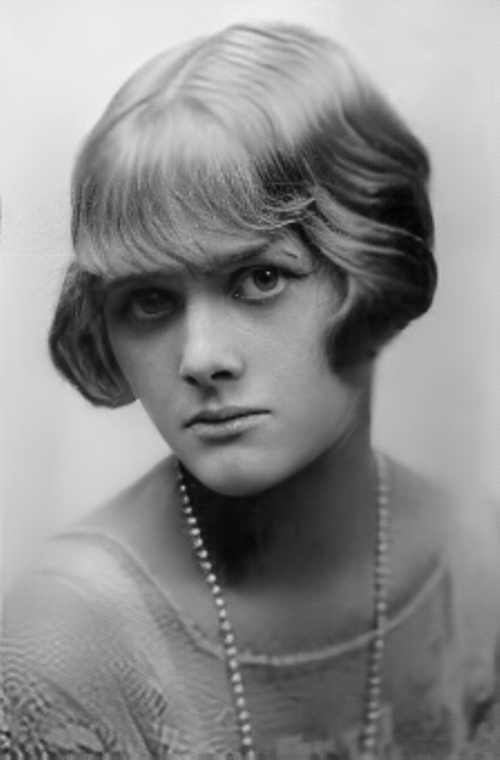
"Tolerate It" foi inspirada no romance Rebecca (1938), de Daphne du Maurier (foto).

"Tolerate It" é uma balada de piano de construção lenta, com uma produção midtempo com o uso de baixo, violoncelo, percussão, violino, e batidas de sintetizadores com padrões de acordes de teclado recorrentes. Os críticos descreveram o piano como "solene, "frio", "abafado", e "gelado". Ray Finlayson, do Beats Per Minute, opinou que a canção poderia caber no Folklore porque ele achava que tinha elementos musicais semelhantes. "Tolerate It" detalha as dificuldades de amar alguém que subestima seu relacionamento; Swift escreveu que a faixa é sobre "tolerância ambivalente"  e que foi inspirada no romance Rebecca (1938), de Daphne du Maurier. Na letra, a narradora descreve uma relação instável com seu parceiro com grande diferença de idade. A narradora admite que tem valor e professa isso ("Eu sei que meu amor deveria ser celebrado"), mas se depara com a indiferença ("mas você tolera isso"). Swift emprega seu registro superior quando a narradora percebe que tem o poder de deixar o relacionamento ("Você assume que estou bem, mas o que você faria se eu / me libertasse e nos deixasse em ruínas / ganhasse o peso de você então perde / Acredite, eu conseguiria").
Alguns críticos traçaram semelhanças com outras canções e alguns destacaram as letras da faixa. No jornal The Guardian, o jornalista musical Alexis Petridis pensou que Swift inibiu o caráter de uma "esposa desencantada" em "Tolerate It" e acreditou que evocava aquele na canção "Asleep" (1985), da banda The Smiths. Rob Sheffield, da Rolling Stone, achou a faixa parecida com uma canção de Carole King da década de 1970. Emily Algar, da Atwood Magazine, interpretou a letra ("Eu fiz de você meu templo, meu mural, meu céu / Agora estou implorando por notas de rodapé na história da sua vida"), como sendo o sentimento de amar alguém que ama você menos. Para Katherine Rodgers, do The Quietus, ela pensou que a letra, "Você é muito mais velho, e mais sábio, e eu", revelava a diferença de idade do relacionamento.

## Desempenho comercial
"Tolerate It" foi lançada como quinta faixa de Evermore em 11 de dezembro de 2020, pela Republic Records. A canção alcançou a posição de número vinte e oito na Billboard Global 200 e ficou nas paradas dos países Canadá (18), Austrália (33), e Portugal (101). Nos Estados Unidos, estreou e alcançou a posição quarenta e cinco na Billboard Hot 100 e aumentou o total de entradas de Swift para 128. Enquanto isso, a faixa estreou na oitava posição na Hot Rock & Alternative Songs, onde durou 14 semanas e apareceu no final do ano de 2021 no número quarenta e sete. No Reino Unido, "Tolerate It" alcançou a posição de número cinquenta e nove no Official Charts Company (OCC) e Audio Streaming Chart, e recebeu uma certificação prata da British Phonographic Industry (BPI), que significa 200.000 unidades equivalentes a faixas.

## Créditos
Os créditos são adaptados do encarte de Evermore. 
- Taylor Swift – vocais, composição
- Aaron Dessner – composição, produção, piano, programação de bateria eletrônica, baixo, teclado, gravação
- Bryan Devendorf – programação de bateria eletrônica
- Bryce Dessner – orquestração
- Clarice Jensen – violoncelo
- James McAlister – percussão, programação de bateria eletrônica, teclados, sintetizador
- Jason Treuting – percussão
- Yuki Numata Resnick – violino
- Jonathan Low – mixagem, gravação
- Greg Calbi – masterização
- Steve Fallone – masterização